# 太原公主 (北魏)
太原公主（?—?），中国南北朝北魏公主。
太原公主与散骑常侍尉显业通奸，生子尉子彦。武定年间，尉子彦为卫将军、南营州刺史。太原长公主寡居时，又和长流尚书起部郎中、平昌郡太守裴询（裴骏孙、裴修子）私奸，肃宗魏孝明帝只好让裴询尚公主。因为他是公主夫婿，特除散骑常侍。